# گنادی موزوروف
گنادی موزوروف (انگلیسی: Gennady Morozov؛ زادهٔ ۳۰ دسامبر ۱۹۶۲) بازیکن سابق و مربی فوتبال اهل روسیه است.
از باشگاه‌هایی که در آن بازی کرده‌است می‌توان به باشگاه فوتبال اسپارتاک مسکو و باشگاه فوتبال دینامو مسکو اشاره کرد.
وی همچنین در تیم ملی فوتبال شوروی بازی کرده‌است.